# Merodeové

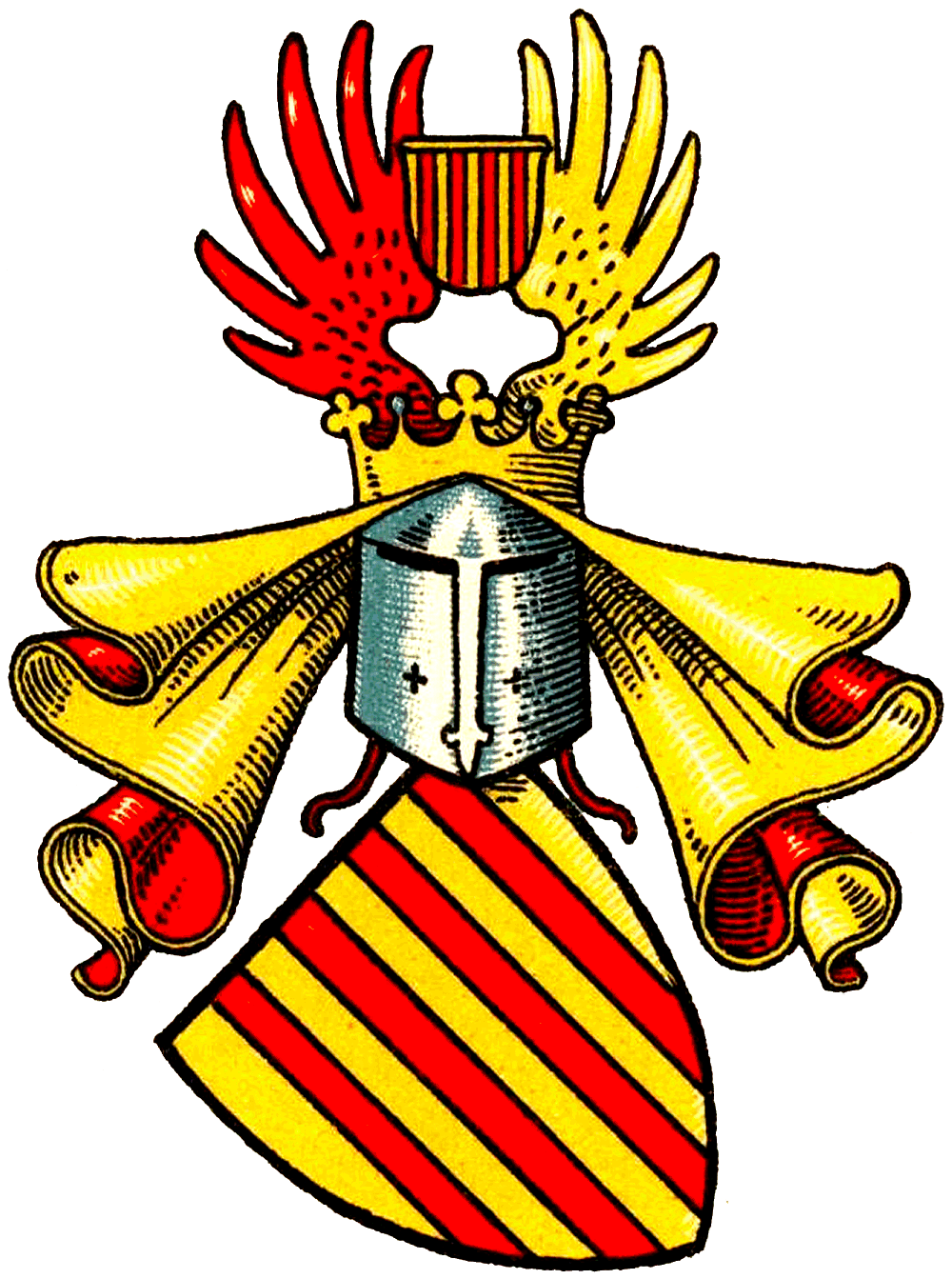
Erb Merodeů

Merodeové (německy von Merode, francouzsky de Mérode, nizozemsky de Merode nebo van Merode) jsou šlechtický rod německého původu, který se stal významným rodem také v Nizozemí a Belgii. Rod je větví pánů z Kerpenu, poprvé zmíněných v pramenech v letech 1065 a 1071 a pocházejících z dnešního Severního Porýní-Vestfálska. Jméno Merode je odvozeno od stejnojmenného rodového sídla na území dnešního města Langerwehe. Roku 1823 byl Wilhelm Carl von Merode v Nizozemsku povýšen do hraběcího stavu, belgická větev pak roku 1846 do stavu knížecího. 
K významným členům rodu patřili například habsburský polní maršál Jean Philippe Eugène de Merode-Westerloo (1674–1732), belgický politik Félix de Mérode (1791–1857), monacká kněžna Antoinetta de Mérode (1828–1864), belgický politik Henri de Merode-Westerloo (1858–1908) nebo antropolog Emmanuel de Merode (*1970).